# Makoto Suwa
Makoto Suwa (諏訪　理) est un astronaute de la JAXA dont la sélection a été annoncée en février 2023. Il a été sélectionné parmi 4127 candidats.
Avant sa sélection il était spécialiste sénior de la gestion des risques de catastrophe à la Banque mondiale à Washington. Il avait déjà été candidat lors de la précédente sélection d'astronautes japonais.

## Carrière
Makoto Suwa détient un doctorat en sciences du climat de l'université de Princeton et une maîtrise en gestion de l'environnement de l'université Duke. Avant de rejoindre la Banque mondiale, il a travaillé pour l'Organisation météorologique mondiale, où il était basé à Genève et à Nairobi pour la région de l'Afrique orientale et australe. Makoto a également dispensé des cours à l'Institut des sciences et technologies de Kigali ainsi qu'au lycée de Kigali au Rwanda, et a travaillé brièvement pour le Bureau de l'Agence japonaise de coopération internationale sur le changement climatique à Tokyo. À la Banque mondiale, ses fonctions consistent à superviser et soutenir divers projets et activités visant à améliorer les services météorologiques, climatiques et hydrologiques en Afrique.